# マリヤ・グリンベルク
マリヤ・イズライレヴナ・グリンベルク（ロシア語: Mари́я Изра́илевна Гри́нберг, 英語: Maria Israilevna Grinberg, 1908年9月6日 - 1978年7月14日）は、ソビエト連邦のピアニスト・音楽教師。おそらく20世紀屈指のピアニストの一人であった が、ソ連時代の（ソ連当局による）ユダヤ人敵視の風潮から、継続的で安定した演奏活動を阻まれ、西側諸国ではほとんど無名のままだった。

## 略歴

### 生い立ち
オデッサにて、ユダヤ系のインテリゲンチャの家庭に生まれる。父親はヘブライ学の学者で、母親はピアノ教師であった。18歳まで地元の名高い音楽教師ダヴィド・アイスベルクに師事するが、その後はフェリックス・ブルーメンフェルトに入門（したがってウラジミール・ホロヴィッツの妹弟子ということになる）。ブルーメンフェリトの没後はモスクワ音楽院でコンスタンチン・イグームノフに師事し、1935年にソ連全国ピアノ・コンクールにおいて準優勝を果たす。

### 弾圧と名誉回復
ロシア・ピアノ楽派の重要人物としての活躍が見込まれた矢先の1937年、夫と父親が「人民の敵」の烙印を押されて逮捕され、処刑されてしまう。グリンベルク本人も、国によるマネジメントから外され、アマチュアのバレエ団の伴奏者として、時にはオーケストラのティンパニ奏者として糊口を凌がなければならなかった。その後ソリストとして再び名を揚げ、モスクワ中で引く手あまたのピアニストとなると、レニングラードやリガ、タリン、ヴォロネジ、トビリシ、バクーなどソ連の各都市で演奏会を開いた。
スターリン没後に50代を迎えると、外国行きが認められ、合計14回にわたって演奏旅行を行なった。そのうち12回はソ連の衛星国でのものだったが、2回のオランダ訪問は、国を挙げての歓迎ぶりであったという。61歳のとき、グネーシン音楽学校の教授に迎えられるが、モスクワ音楽院の教授職やチャイコフスキー国際コンクールの審査員席からは締め出されたままだった。

### 晩年
1970年に、ベートーヴェンのピアノ・ソナタ全曲録音を収録した13枚組のLPを発表する。これは、「ソ連のピアニストによる最初のベートーヴェンのピアノ・ソナタ全集」という触れ込みで売り出された。
1978年7月14日にタリンにて客死。70歳の誕生日までわずかに2ヵ月半であった。前年グリンベルクを辞職に追い込んだ張本人であるグネーシン音楽学校校長のウラジーミル・ミーニン（合唱指揮者として高名）が "学校として団体葬を行う事" を拒絶したが、文化省大臣クハルスキーの尽力によりその名声に相応しい葬儀が執り行われた。

## 人物像
優れたユーモア感覚の持ち主として言い伝えられている。グリンベルクの父姓はイズライリェヴナであり、これは「イスラエルの娘」という意味がある。ソ連とイスラエル国の対立が高まった1967年、ソ連当局はイスラエル国を「侵略者イスラエル（"Israeli aggressors"）」と攻撃したが、この頃のグリンベルクは「侵入者の娘マリヤ（"Maria Aggressorovna"）です」と自己紹介することが常であったという。

## 註記
1. ↑  Stephen Wigler, International Piano, Jan/Feb 2008, Newsquest Specialist Media